# Нижнекамск
Нижнекамск (на татарски: Түбән Кама или Tübǝn Kama град в Русия, Република Татарстан. Кмет е Рамил Мулин към 2024 г.
Към 1 януари 2018 г. градът има население от 237 942 жители – на 3-то място по население в републиката (след градовете Казан и Набережние Челни), и площ от 61 км².
Разположен е на левия бряг на река Кама. Намира се на 120 м н.в.
Основан е през 1961 г., получава статут на град през 1966 г.
Голям център на нефтохимическата промишленост.